# Il Volo
Il Volo («El Vuelo» en español) es un grupo musical italiano de género crossover clásico o pop lírico.
El grupo formado en 2009, se constituye por un trío vocal de cantantes masculinos: Gianluca Ginoble, Ignazio Boschetto y  Piero Barone.
En 2015 se proclamaron vencedores del Festival de la Canción de San Remo y representaron a Italia en el Festival de la Canción de Eurovisión 2015 obteniendo el 3º puesto.
Su primera canción como trío fue O sole mio.

## Miembros
- Piero Barone, nacido en Naro, Sicilia, Italia, el 24 de junio de 1993.
- Ignazio Boschetto, nacido en Bolonia, Italia, el 4 de octubre de 1994.
- Gianluca Ginoble, nacido en Roseto degli Abruzzi, Abruzos, Italia, el 11 de febrero de 1995.

## Trayectoria musical

### Creación

Logo de Il Volo

El trío se constituyó tras la participación de los tres cantantes en la segunda edición del concurso de talento de Rai 1 Ti lascio una canzone, en 2009. Durante el concurso, se les asignó cantar un tema juntos como trío: 'O sole mio, lo que agradó a la audiencia al apodarles «i tre tenorini» (los tres tenorcitos).
Tras la actuación, decidieron unirse y formar un grupo llamado «Tryo» que luego pasó a llamarse «Il Tryo» y finalmente «Il Volo».
Fueron el primer grupo musical de origen italiano en firmar contrato con la discográfica estadounidense Geffen Records.
Il Volo fue fusionado y es dirigido por Tony Renis y por Michele Torpedine.
Desde sus orígenes, la crítica de la prensa internacional les ha equiparado con Il Divo.

### Primer quinquenio

#### Primer álbum:Il Volo
Su primer álbum de estudio homónimo «Il Volo» se grabó entre Los Ángeles, Roma y el Abbey Road Studios de Londres, compuesto por doce temas incluye canciones tradicionales italianas, latinoamericanas y nuevas composiciones en italiano, que posteriormente se grabaron en español también: «'O sole mio», «Il Mondo», «Un Amore Così Grande», «E Più ti penso» (una mezcla de canciones de la banda sonora de Érase una vez en América y Malèna de Ennio Morricone), «El Reloj» (de Roberto Cantoral), «Smile» (de Charlie Chaplin), «Notte Stellata»/«The Swan» (de Camille Saint-Saëns), «La Luna Hizo Esto» (de Edgar Cortázar) '«'Painfully Beautiful» (de Walter Afanasieff), y «This Time» (de Michelle Lewis).
El 8 de noviembre de 2011 se lanzó una Edición Especial de Navidad de 2 CD, uno con la versión internacional del álbum «Il Volo» y el otro con cuatro temas de Navidad con los temas «Silent Night (Noche de Paz)»; «Panis Angelicus»; «Christmas Medley: Jingle Bell Rock, Let it Snow, It’s The Most Wonderful Time of the Year.» y «The Christmas Song» junto a Pia Toscano.
En 2011, Il Volo hizo una presentación en la sexagésima versión del Festival de San Remo junto con la anfitriona Antonella Clerici.
En mayo de 2011, actuaron show American Idol de Estados Unidos, interpretando '«'O sole mio» frente 30 millones de espectadores.
En septiembre de 2011 el trío recibió dos nominaciones a los Premios Grammy Latinos en las categorías Mejor Nuevo Artista y Mejor Álbum Pop por un Dúo o Grupo con Vocal.
El 24 de septiembre de 2011 el trío empezó su primera gira por América del Norte, con 17 fechas en los Estados Unidos y Canadá. En Detroit, grabaron un Especial para la cadena de televisión pública estadounidense PBS, titulado «Il Volo takes Flight», acompañados de una orquesta de 49 músicos dirigida por Steven Mercurio. El concierto se transmitió por primera vez en marzo y de nuevo en junio y diciembre de 2012, con un total de más de 2100 transmisiones en las estaciones de televisión PBS.
El 28 de febrero de 2012 lanzan su primero álbum en vivo, titulado «Il Volo Takes Flight – Live From the Detroit Opera House», que alcanzó el primer puesto del Billboard Classical Albums.
En el otoño de 2012 Barbra Streisand los invitó a ser parte de su gira en América del Norte, donde interpretaron dos de sus más grandes éxitos, «O sole mio» y «Un amore così grande» y también cantaron a dúo con ella en dos temas, «Smile» y «Make Our Garden Grow».

#### Segundo álbum:We are love

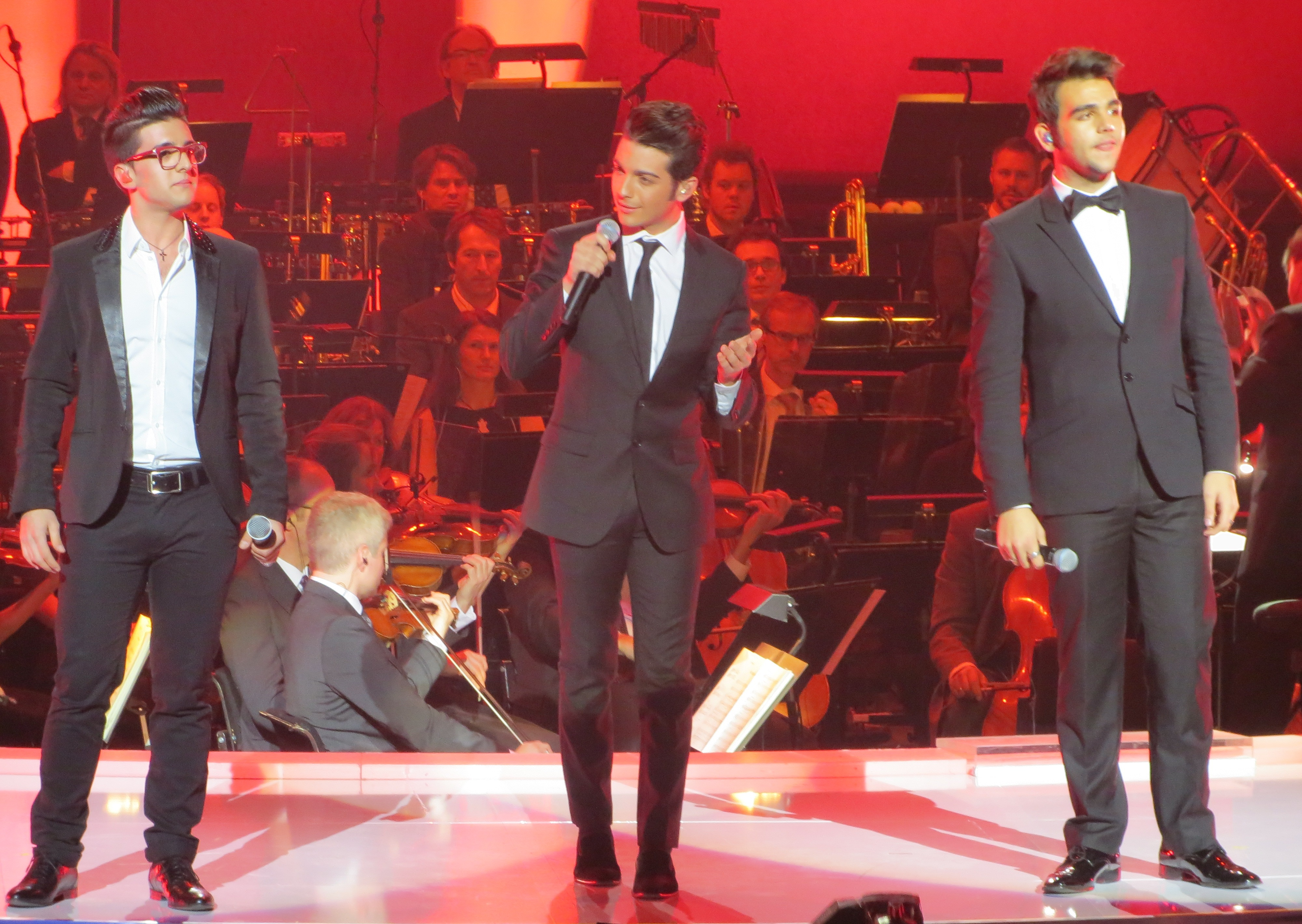
Il Volo en Oslo, Noruega, en 2012.

En 2012 lanzan su segundo álbum, titulado «We are love» grabado entre Los Ángeles y Roma y coproducido por Humberto Gatica, Tony Renis, con los productores Ron Fair y Michele Torpedine, con 12 canciones de pop clásico, de las cuales siete fueron interpretadas en italiano, tres en inglés y dos en español, junto con Plácido Domingo y Eros Ramazzotti: «I Don't Want to Miss a Thing» (Questo Amore), de Aerosmith; «Beautiful Day» de U2. En junio de 2012, salió a la venta la edición especial del álbum «We Are Love» contando con 5 temas adicionales.
En la versión mexicana se añadió el tema «Luna Nascosta», banda sonora de «Hidden Moon», que posteriormente fue elegida por la Academia de Artes y Ciencias Cinematográficas entre las 75 melodías en disputa para las nominaciones en la categoría Mejor canción original para los premios Óscar de 2012.
El 9 de abril de 2013 lanzan «Más que amor», versión en español de '«'We Are Love». con un sencillo extra con Belinda Peregrín. titulado «Constantemente mía» lanzado el 25 de febrero de 2013. El álbum debutó en el primer puesto del Billboard Latin Pop Albums y en el segundo puesto del Billboard Top Latin Albums. Alcanzó el puesto 112 del Billboard 200.
El 25 de abril de 2013, interpretaron con gran éxito y ovación el tema «El Triste» en Los premios Billboard de la música latina de 2013, como tributo al cantante mexicano José José.
Tras el éxito del show de PBS, la cadena ofreció la filmación de dos nuevos Especiales, que fueron grabados el 26 y 27 de marzo de 2013 en The Fillmore Miami Beach at the Jackie Gleason Theater en Miami, con la participación de Belinda.
El primero, titulado «We Are Love», se emitió el 1 de junio de 2013 y en diciembre «Buon Natale». y publicaron los respectivos álbumes en directo, titulados «We Are Love - Live from The Fillmore Miami Beach at Jackie Gleason Theater» y «Buon Natale - Live From The Fillmore Miami Beach at Jackie Gleason Theater».

#### Tercer álbum:Buon Natale: The Christmas Álbum
El 26 de octubre de 2013 lanzan la versión internacional del álbum «Buon Natale: The Christmas Álbum», que incluyen temas en inglés, en latín, en español y en alemán., con la participación de Pia Toscano y Belinda. Debutó en el primer puesto del Billboard Holiday Albums y alcanzó la primera posición del Billboard Classical Albums. El sencillo '«'O Holy Night» alcanzó el puesto #27 del Billboard Adult Contemporary entre las canciones difundidas en la radio en los Estados Unidos.
En noviembre lanzan una edición especial del álbum para Italia, que incluye «Bianco Natale» y «Astro del Cielo». En diciembre la página web de la revista estadounidense Rolling Stone publicó los videos de unas actuaciones a capela de varias canciones del álbum.
En febrero de 2014 recibieron dos nominaciones a los Premios Billboard de la música latina 2014 como Top Latin Albums Artist of the Year, Duo or Group y Latin Pop Albums Artist of the Year, Duo or Group. El 24 de abril de 2014 en el Bank United Center en Miami Il Volo fue premiado como Mejor Grupo del Año en la categoría Latin Pop Albums y ganó el Pulso social, reconocimiento dado al artista que ha dominado las internacciones de las redes sociales durante los Premios Billboards. También se presentaron en el escenario en el papel de presentadores para entregar el premio Latin Pop Songs Artist of the Year, Duo or Group.
En junio de 2014, realizaron una gira de 15 conciertos en los Estados Unidos y Canadá, acompañados por una banda y una orquesta. con un repertorio tradicional de Il Volo.
En 2014 participaron en programas de televisión y radio italianas y realizó cinco conciertos en el país natal por primera vez, tras ocho giras internacionales. En agosto inauguraron el X Festival Internacional Chihuahua con dos conciertos en Ciudad Juárez y Chihuahua, rompiendo récord de asistencia del Festival. El 21 de agosto son premiados como Dúo o Grupo Favorito en los Premios Tu Mundo, asignados en Miami y transmitidos por la cadena Telemundo.
El 21 de diciembre asistieron al tradicional Concierto de Navidad en el Senado italiano, interpretado para los cargos del Estado, junto con un coro de niños con discapacidad auditiva, que actuaban mediante señas.

### San Remo y Eurovisión

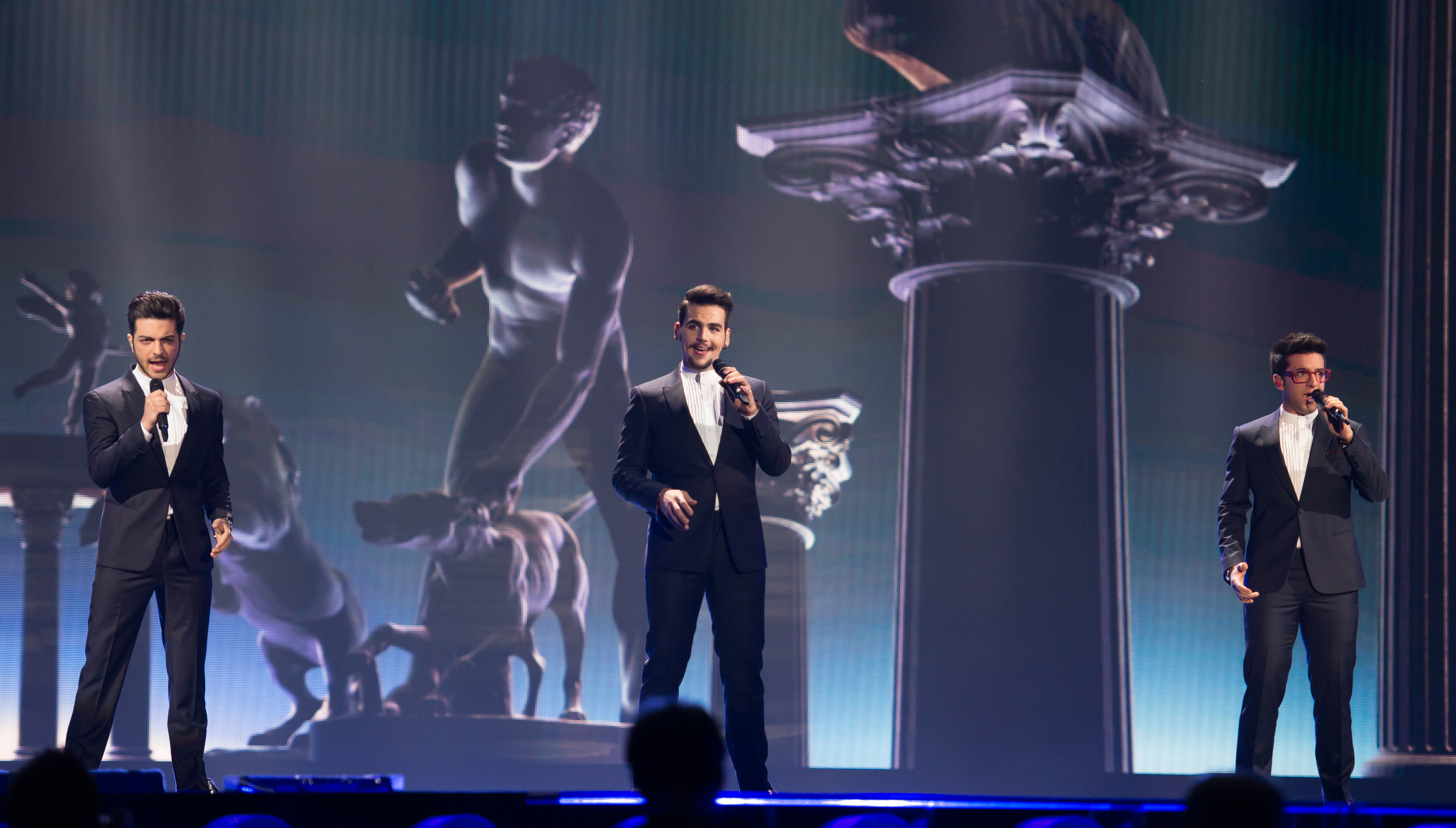
Il Volo en el Festival de la Canción de Eurovisión 2015.

El 14 de diciembre de 2014 se publicó la participación de Il Volo en el Festival de la Canción de San Remo 2015, del 10 al 14 de febrero de 2015, con la canción «Grande Amore». El 15 de febrero de 2015 Il Volo ganó el Festival de San Remo 2015, obteniendo así la oportunidad de participar en el Festival de la Canción de Eurovisión 2015 representando a Italia.
Il Volo interpretó «Grande Amore» en Eurovisión, representado a Italia. Obtuvieron el tercer puesto: ganaron el televoto pero los votos del jurado le dieron la victoria a Suecia. Ganaron el Marcel Bezençon Press Award, premio otorgado a la mejor canción según los votos de los medios de comunicación acreditados y prensa durante el festival. El sencillo fue incluido en el EP Sanremo Grande Amore, que salió a la venta en Italia el 20 de febrero de 2015, debutando en el primer puesto de las listas de ventas y obteniendo el triple disco de platino por más de 150 mil copias vendidas.

#### Cuarto álbum:Grande Amore
Su cuarto álbum de estudio, producido por Emilio Estefan, Celso Valli, Cheche Alara y Michele Torpedine, fue lanzado al mercado mundialmente el 25 de septiembre de 2015 por el sello Sony Music Latin y cuenta con tres versiones: una edición internacional y una versión en español para el mercado latino tituladas «Grande Amore», que incluyen el homónimo sencillo, y una versión italiana titulada «L’Amore Si Muove». El álbum debutó en el primer puesto del Billboard Classical Albums y alcanzó la primera posición en la lista Billboard Latin Pop Albums y en Italia, donde consiguió ser certificado doble disco de platino por parte de la Federación de la Industria Musical Italiana por superar la cifra de 100 000 copias vendidas.

### Notte magica - A Tribute to the Three Tenors(2016-2017)

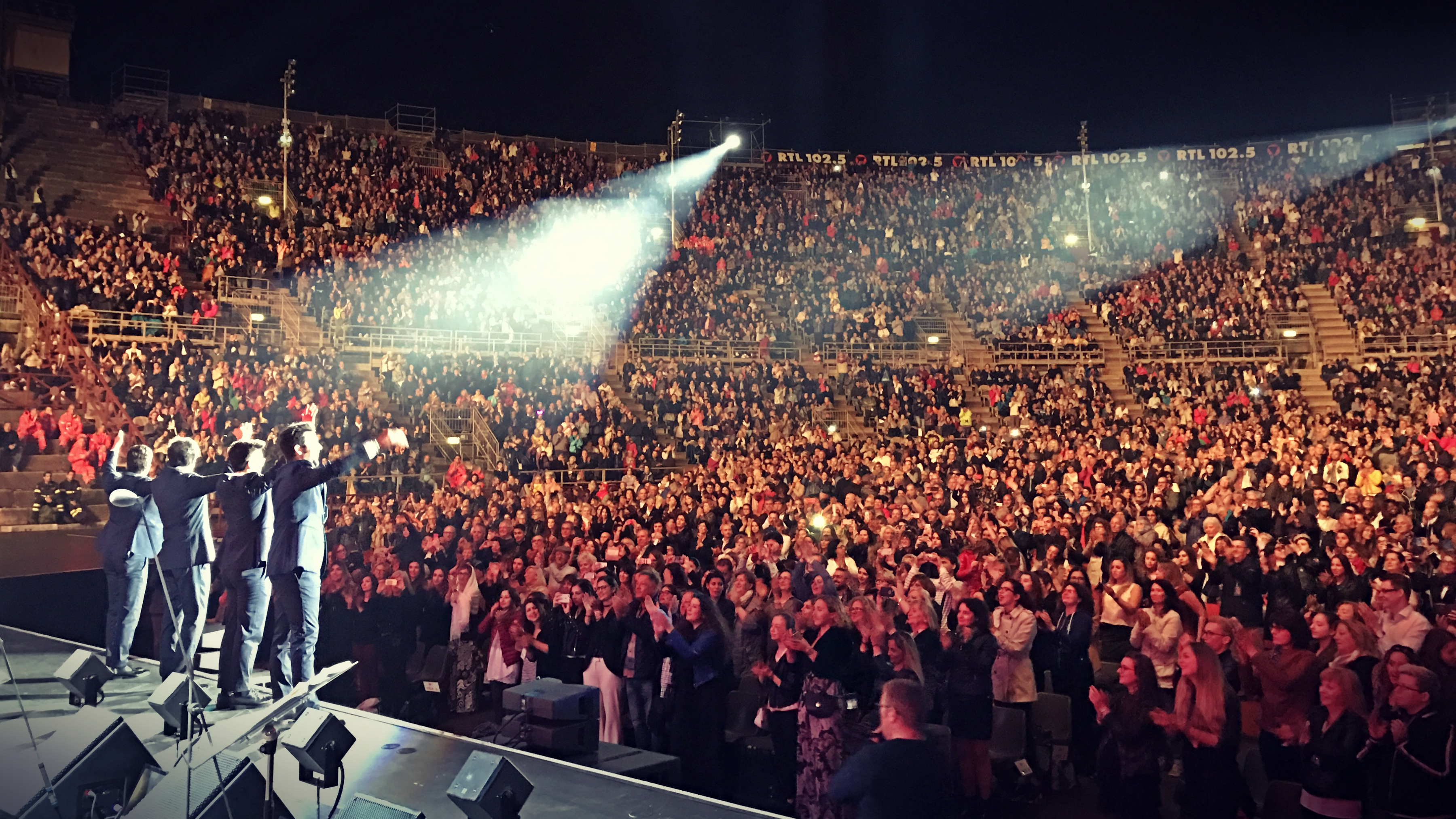
Il Volo en la Arena de Verona el 19 de mayo de 2017 con el maestro Marcello Rota

En 2016 se inicia el proyecto «Notte magica - A Tribute to the Three Tenors», un homenaje a Plácido Domingo, José Carreras y Luciano Pavarotti y al concierto protagonizado por estos tres grandes tenores en 1990 en las Termas de Caracalla. El proyecto se presentó en 1 de julio de 2016 en la Plaza Santa Croce de Florencia, donde Il Volo interpretó arias de ópera y piezas clásicas de la música italiana, española y americana, concierto que se grabó en directo para ser publicado en el álbum que lleva el mismo nombre que el concierto.
En 2017 se desarrolla el tour Notte magica - A Tribute to the Three Tenors, que se inicia el 4 de marzo de 2017 en el Radio Music Hall de Nueva York y que continúa durante todo el año 2017 por Estados Unidos, Europa, Italia, América Latina y Japón.

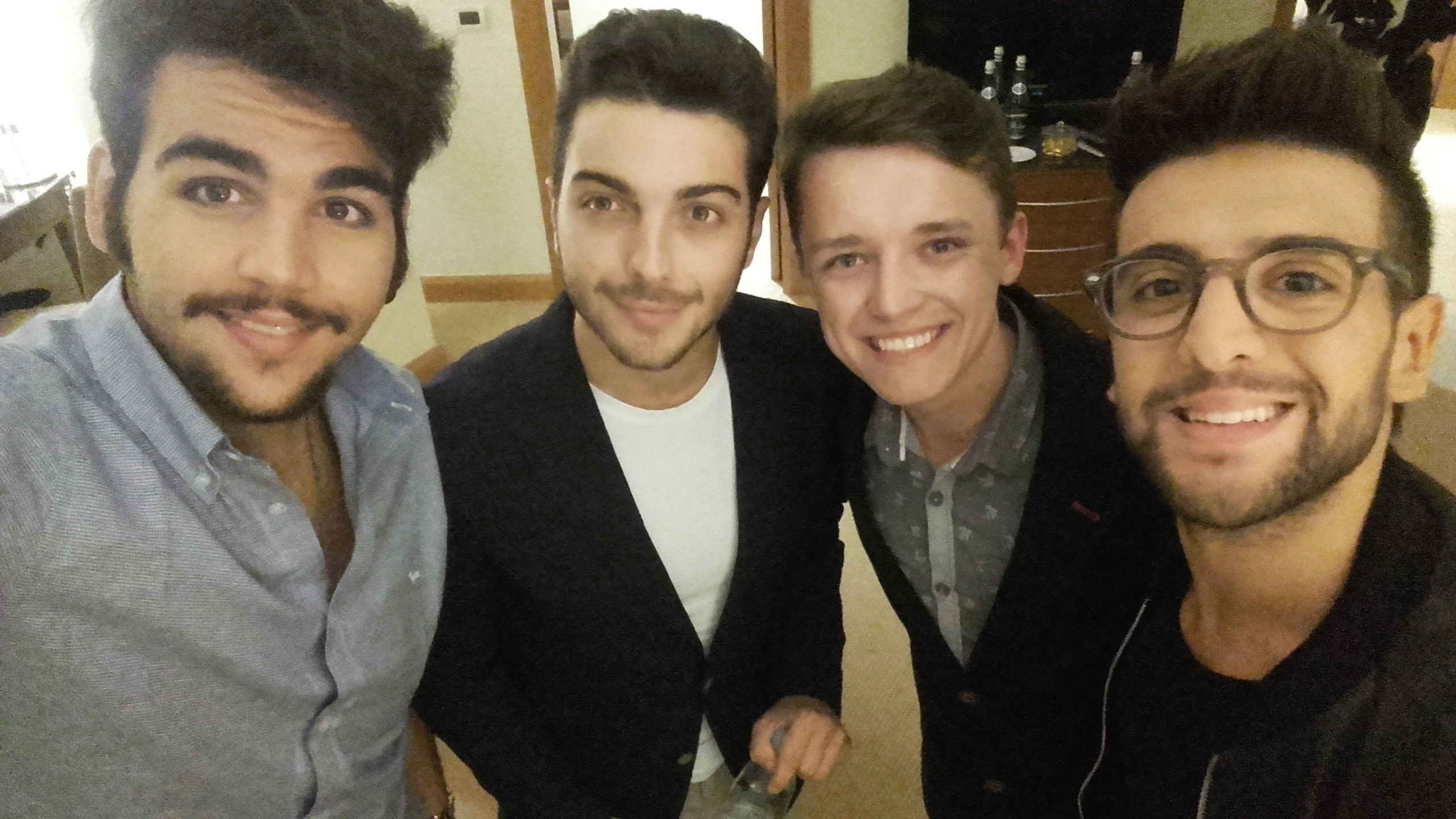
Il Volo in 2016

#### Quinto Álbum:Ámame
Su siguiente álbum de estudio se tituló “Ámame”; el cual fue lanzado el 29 de noviembre de 2018, siendo un álbum de géneros urbanos. Una de las causas para estrenar dicho álbum fue la colaboración con el dúo cubano "Gente de Zona" con el tema Noche Sin Dia, lanzado meses antes. Días después de estrenar dicho tema, ambos grupos se presentaron en los Premios Juventud 2018. 
A diferencia de los álbumes anteriores, Ámame no tuvo el éxito esperado; sin embargo, aumentó su popularidad en América Latina. Es por ello que para 2019, deciden volver a interpretar ópera y baladas para el trabajo discográfico de ese año.

#### Sexto Álbum:Música,Il Volo A MaterayThe Best Of
El 22 de febrero de 2019 lanzaron su sexto álbum de estudio, denominado Música, un álbum de baladas y ópera. Se desprendieron sencillos como La Nave del Olvido, A chi mi dice, Sonreirás, Música che resta y Vicinissimo. El álbum recibió críticas muy positivas. En junio del mismo año se presentaron en Matera para brindar un recital meses antes de cumplir 10 años juntos.
El 25 de septiembre de 2019, lanzan su primer disco recopilatorio titulado The Best Of, en conmemoración de los 10 años que cantaron juntos. Se desprenden nuevos temas entre ellos Música Perfecta, Cerquísima, versiones en español de algunos temas no incluidos en su anterior álbum de estudio. El 23 de noviembre de 2019 se estrenó un nuevo álbum en vivo, llamado Il Volo A Matera, en formato de DVD, que presenta lo mejor del recital ocurrido en junio pasado.
Tributo a Ennio Morricone
El 5 de junio de 2021, realizaron un concierto en la Arena de Verona, en honor al compositor italiano Ennio Morricone. El 5 de noviembre de 2021, lanzaron un álbum tributo dedicado al Maestro Morricone, titulado Il Volo Sings Morricone

### Colaboraciones
En febrero de 2010, Il Volo colaboró en el álbum «We Are the World 25 for Haiti», con el productor Quincy Jones, para el beneficio de las víctimas del terremoto de Haití de 2010.
En 2016 grabaron una versión en catalán de la canción «Without you» de Badfinger, con el título de Et queda tant per viure, para el disco benéfico El Disc de la Marató. En el programa de "La Marató" emitido en directo el domingo 18 de diciembre de 2016 en la TV-3, fue la actuación con mayor audiencia consiguiendo "el minuto de oro"

## Características artísticas

### Género musical
Entre su repertorio, interpretan temas clásicos italianos, baladas en canto lírico y canciones pop: el género musical denominado crossover clásico o pop lírico. En su álbum en directo, grabado el 1 de julio de 2016 en un concierto celebrado en Florencia, con la colaboración de Plácido Domingo, «Notte magica - Tribute to the Three Tenors», cantaron varias árias de ópera, individualmente o juntos, como «Nessun Dorma»,  «Et Lucevan le stelle»,  «Una furtiva lagrima» o  «Libiamo ne' lieti calici».

### Multilingüe
Interpretan las canciones en varios idiomas: italiano,  español, inglés, francés, alemán, latín, catalán, ruso, portugués, napolitano y siciliano.

### Registro vocal
- Piero Barone, tenor.
- Gianluca Ginoble, barítono.
- Ignazio Boschetto, tenor.

## Discografía
Álbumes de estudio
- 2010:  Il Volo
- 2012:  We Are Love/Más que amor
- 2013: Buon Natale
- 2015: L'Amore Si Muove/Grande Amore/Grande Amore (International Version)
- 2018: Ámame
- 2019: Musica
- 2021: Il Volo Sings Morricone
- 2023: Tres Voces Un Alma
- 2024: Ad astra...

Álbumes en vivo
- 2012: Il Volo... Takes Flight
- 2013: Il Volo We are love
- 2013: Il Volo Buon Natale
- 2015: Il Volo Live From Pompeii
- 2016: Notte magica - A Tribute to the Three Tenors
- 2019: Il Volo at Matera

EP
- 2011: Christmas Favorites
- 2015: Sanremo Grande Amore

## Giras
- 2011 - Il Volo North American Tour 2011
- 2011 - Il Volo European Tour 2011
- 2012 - Il Volo South American Tour 2012
- 2012 - Il Volo Takes Flight Tour
- 2012 - Barbra Live - Special guests Chris Botti and Il Volo
- 2013 - We Are Love Tour
- 2013 - Más Que Amor Tour
- 2014 - US&Canadá Summer Tour 2014
- 2014 - Tour italiano 2014
- 2015 - Live Tour 2015
- 2016 - Grande Amore World Tour
- 2017/18 - Notte magica - A Tribute to the Three Tenors

## Premios y nominaciones
| Año  | Premio/Concurso                       | Categoría                                         | Trabajo                                      | Resultado |
| ---- | ------------------------------------- | ------------------------------------------------- | -------------------------------------------- | --------- |
| 2011 | Wind Music Awards                     | Premio Disco d'Oro                                | Il Volo                                      | Ganador   |
| 2011 | Premios Grammy Latinos                | Best New Artist                                   | Él mismo                                     | Nominado  |
| 2011 | Premios Grammy Latinos                | Pop Album By A Duo or Group with Vocal            | Il Volo (Versión en Español)                 | Nominado  |
| 2012 | Premios Billboard de la música latina | New Artist of the Year                            | Él mismo                                     | Nominado  |
| 2012 | Premios Billboard de la música latina | Latin Pop Albums Artist of the Year, Duo or Group | Él mismo                                     | Nominado  |
| 2012 | J-14 Teen Icon Awards                 | Iconic Editor's Choice                            | Él mismo                                     | Nominado  |
| 2013 | Premios canacine                      | Mejor Canción de una Película Mexicana            | Luna Nascosta                                | Nominado  |
| 2013 | Premios Billboard de la música latina | Latin Pop Albums Artist of the Year, Duo or Group | Él mismo                                     | Nominado  |
| 2013 | Diosas de Plata                       | Mejor Canción Original para Cine                  | Luna Nascosta                                | Ganador   |
| 2014 | Premios Billboard de la música latina | Top Latin Albums Artist of the Year, Duo or Group | Él mismo                                     | Nominado  |
| 2014 | Premios Billboard de la música latina | Latin Pop Albums Artist of the Year, Duo or Group | Él mismo                                     | Ganador   |
| 2014 | Premios Billboard de la música latina | El Pulso Social                                   | Él mismo                                     | Ganador   |
| 2014 | The World Music Awards                | World's Best Album                                | Más Que Amor                                 | Nominado  |
| 2014 | The World Music Awards                | World's Best Group                                | Él mismo                                     | Nominado  |
| 2014 | The World Music Awards                | World's Best Live act                             | Él mismo                                     | Nominado  |
| 2014 | Premios Tu Mundo                      | Dúo o Grupo Favorito                              | Él mismo                                     | Ganador   |
| 2015 | Festival de la Canción de San Remo    | Sezione Campioni                                  | Grande Amore                                 | Ganador   |
| 2015 | Marcel Bezençon Awards                | Press Award                                       | Grande Amore                                 | Ganador   |
| 2015 | Wind Music Awards                     | Premio CD Multiplatino                            | Sanremo Grande Amore                         | Ganador   |
| 2015 | Premio PMI                            | Premio Artista Italiano nel Mondo                 | Él mismo                                     | Ganador   |
| 2016 | Wind Music Awards                     | Premio CD Multiplatino                            | L'amore si muove                             | Ganador   |
| 2017 | Wind Music Awards                     | Premio Álbum Platino                              | Notte magica - A Tribute to the Three Tenors | Ganador   |
| 2017 | Wind Music Awards                     | Premio Live Oro                                   | Notte Magica Tour                            | Ganador   |
| 2018 | Wind Music Awards                     | Premio Live Platino                               | Notte Magica Tour                            | Ganador   |